# Walter NZ-60
Il Walter NZ-60 era un motore aeronautico radiale 5 cilindri raffreddato ad aria prodotto dall'azienda cecoslovacca Walter Engines a partire dagli anni trenta.
L'NZ-60 faceva parte di una gamma di motori, designati NZ (Novák-Zeithammer), destinati a velivoli leggeri e che comprendevano anche il 3 cilindri NZ-45, il 7 cilindri NZ-85 ed il 9 cilindri NZ-120.

## Storia del progetto
Lo sviluppo dell'NZ-60 iniziò nei primi anni venti del XX secolo e venne avviato alla produzione nel 1923. Fu il precursore di una serie di motori progettati per assicurare l'intercambiabilità dei principali componenti, albero a gomito, cilindri completi, pistoni, alberi e coperchio posteriore, in modo da abbattere i costi di produzione ed immagazzinamento.

## Velivoli utilizzatori
Bulgaria
- DAR 1

 Cecoslovacchia
- Avia BH-9
- Avia BH-10
- Avia BH-11
- Avia BH-12

 Lituania
- ANBO-II
- ANBO-III

 Paesi Bassi
- Pander E

### Pubblicazioni
- Zdeněk Pilát, Naše letecké motory, in Letectví + kosmonautika, LX,  pp. 5-10, ISSN 0024-1156 (WC · ACNP).